# Holly Hunter
Holly Patricia Hunter (Conyers, 1958. március 20. –) Oscar-, BAFTA-, Golden Globe- és Primetime Emmy-díjas amerikai színésznő.
Az 1993-as Zongoralecke című drámával női főszereplőként Oscar-díjat nyert. Három további alkalommal jelölték a díjra: A híradó sztárjai (1987), A cég (1993) és Tizenhárom (2003). Feltűnt még az Arizonai ördögfióka (1987), az Ó, testvér, merre visz az utad? (2000), a Batman Superman ellen – Az igazság hajnala (2016) és a Rögtönzött szerelem (2017) című filmekben. Szinkronszínészként A Hihetetlen család (2004) és A Hihetetlen család 2. (2018) szereplője volt.
Televíziós szerepléseivel két Primetime Emmy-díjat nyert. 2007–2010 között a Saving Grace bűnügyi drámasorozatban főszerepelt.

## Élete és pályafutása
1958. március 20-án született Charles Edwin Hunter és Opal Marguerite Catledge gyermekeként.
Karrierje kezdetén a Broadwayon és más New York-i színházakban lépett fel.

## Magánélete
1995–2001 között Janusz Kamińskivel élt együtt.
2001 óta Gordon MacDonald felesége, akitől két gyermeke is született.

## Filmográfia

### Film
| Év   | Magyar cím                                 | Eredeti cím                                | Szerep                           | Magyar hang        |
| ---- | ------------------------------------------ | ------------------------------------------ | -------------------------------- | ------------------ |
| 1981 | Az erdei fantom                            | The Burning                                | Sophie                           |                    |
| 1984 | Második műszak                             | Swing Shift                                | Jeannie                          | Solecki Janka      |
| 1984 | Véresen egyszerű                           | Blood Simple                               | Helene Trend (hangja)            |                    |
| 1987 | Arizonai ördögfióka                        | Raising Arizona                            | Edwina "Ed" McDonnough           | Hűvösvölgyi Ildikó |
| 1987 | Holtvágányon                               | End of the Line                            | Charlotte Haney                  |                    |
| 1987 | A híradó sztárjai                          | Broadcast News                             | Jane Craig                       | Kovács Nóra        |
| 1989 | Tűzről pattant hölgy                       | Miss Firecracker                           | Carnelle Scott                   | Balogh Erika       |
| 1989 | Tűzről pattant hölgy                       | Miss Firecracker                           | Carnelle Scott                   | Juhász Réka        |
| 1989 | Állati viselkedés                          | Animal Behavior                            | Coral Grable                     | Kökényessy Ági     |
| 1989 | Örökké                                     | Always                                     | Dorinda Durston                  | Balogh Erika       |
| 1989 | Örökké                                     | Always                                     | Dorinda Durston                  | Orosz Anna         |
| 1991 | Egyszer fent...                            | Once Around                                | Renata Bella                     | Farkasinszky Edit  |
| 1993 | Zongoralecke                               | The Piano                                  | Ada McGrath                      | Kisfalvi Krisztina |
| 1993 | A cég                                      | The Firm                                   | Tammy Hemphill                   | Simorjay Emese     |
| 1995 | Tökéletes másolat                          | Copycat                                    | M. J. Monahan                    | Györgyi Anna       |
| 1995 | Szédült hétvége (Egy békés családi ünnep)  | Home for the Holidays                      | Claudia Larson                   | Farkasinszky Edit  |
| 1995 | Szédült hétvége (Egy békés családi ünnep)  | Home for the Holidays                      | Claudia Larson                   | Kováts Adél        |
| 1995 | Szédült hétvége (Egy békés családi ünnep)  | Home for the Holidays                      | Claudia Larson                   | Kovács Nóra        |
| 1996 | Karambol                                   | Crash                                      | Helen Remington                  | Györgyi Anna       |
| 1997 | Az élet sója                               | A Life Less Ordinary                       | O'Reilly                         | Udvaros Dorottya   |
| 1998 | A csók                                     | Living Out Loud                            | Judith Nelson                    | Bertalan Ágnes     |
| 1999 | Az élet kalandja                           | Jesus’ Son                                 | Mira                             |                    |
| 1999 |                                            | Woman Wanted                               | Emma Riley                       |                    |
| 2000 | Timecode                                   | Timecode                                   | Renee Fishbine                   | Orosz Anna         |
| 2000 | Ó, testvér, merre visz az utad?            | O Brother, Where Art Thou?                 | Penny Wharvey McGill             | Madarász Éva       |
| 2000 | A nő ötször                                | Things You Can Tell Just by Looking at Her | Rebecca Waynon                   |                    |
| 2001 | Cannes-i kavalkád                          | Festival in Cannes                         | önmaga                           |                    |
| 2002 | Holdfényév                                 | Moonlight Mile                             | Mona Camp                        | Incze Ildikó       |
| 2003 | Tizenhárom                                 | Thirteen                                   | Melanie Freeland                 | Spilák Klára       |
| 2003 | Lebegés                                    | Levity                                     | Adele Easley                     | Urbán Andrea       |
| 2004 | Magánürügy                                 | Little Black Book                          | Barb Campbell-Dunn               | Schell Judit       |
| 2004 | A Hihetetlen család                        | The Incredibles                            | Helen Parr / Nyúllányka (hangja) | Gubás Gabi         |
| 2005 |                                            | Nine Lives                                 | Sonia                            |                    |
| 2005 | A nagy fehérség                            | The Big White                              | Margaret Barnell                 | Kovács Nóra        |
| 2011 | Portrék drámai időben                      | Portraits in Dramatic Time                 | önmaga                           |                    |
| 2012 | Nem hátrálunk meg                          | Won't Back Down                            | Evelyn Riske                     | Kovács Nóra        |
| 2012 |                                            | Jackie                                     | Jackie                           |                    |
| 2013 | Kitérek a hitemből                         | Paradise                                   | Mrs. Mannerhelm                  | Kovács Nóra        |
| 2014 | Manglehorn – Az elveszett szerelem         | Manglehorn                                 | Dawn                             | Kovács Nóra        |
| 2014 | Manglehorn – Az elveszett szerelem         | Manglehorn                                 | Dawn                             | Román Judit        |
| 2016 | Batman Superman ellen – Az igazság hajnala | Batman v Superman: Dawn of Justice         | June Finch szenátor              | Frajt Edit         |
| 2016 |                                            | Strange Weather                            | Darcy Baylor                     |                    |
| 2017 |                                            | Breakable You                              | Eleanor Weller                   |                    |
| 2017 | Rögtönzött szerelem                        | The Big Sick                               | Beth Gardner                     | Götz Anna          |
| 2017 | Rögtönzött szerelem                        | The Big Sick                               | Beth Gardner                     | Murányi Tünde      |
| 2017 | Daltól dalig                               | Song to Song                               | Miranda                          |                    |
| 2018 | A Hihetetlen család 2.                     | Incredibles 2                              | Helen Parr / Nyúllányka (hangja) | Gubás Gabi         |
| 2025 | Elektronikus állam                         | The Electric State                         | Madeline Vance                   |                    |

### Televízió
| Év        | Magyar cím            | Eredeti cím                                                                   | Szerep                   | Megjegyzések              |
| --------- | --------------------- | ----------------------------------------------------------------------------- | ------------------------ | ------------------------- |
| 1983      | Állatfogó kommandó    | Svengali                                                                      | Leslie                   | tévéfilm                  |
| 1983      |                       | An Uncommon Love                                                              | Karen                    | tévéfilm                  |
| 1984      | Gyilkos ösztön        | With Intent to Kill                                                           | Wynn Nolen               | tévéfilm                  |
| 1987      | Öregemberek felkelése | A Gathering of Old Men                                                        | Candy Marshall           | tévéfilm                  |
| 1989      |                       | Roe vs. Wade                                                                  | Ellen Russell / Jane Doe | tévéfilm                  |
| 1989      |                       | The Three Billy Goats Gruff and The Three Little Pigs                         | narrátor (hangja)        | rövidfilm                 |
| 1992      | Őrült a szerelemben   | Crazy in Love                                                                 | Georgie Symonds          | tévéfilm                  |
| 1993      | Anyuci tutira megy    | The Positively True Adventures of the Alleged Texas Cheerleader-Murdering Mom | Wanda Holloway           | tévéfilm                  |
| 2000      |                       | Harlan County War                                                             | Ruby Kincaid             | tévéfilm                  |
| 2001      | Billie kontra Bobby   | When Billie Beat Bobby                                                        | Billie Jean King         | tévéfilm vezető producer  |
| 2007      |                       | Peep and the Big Wide World                                                   | Robin (hangja)           | 1 epizód                  |
| 2007–2010 |                       | Saving Grace                                                                  | Grace Hanadarko          | 46 epizód vezető producer |
| 2013      | A tó tükre            | Top of the Lake                                                               | GJ                       | 6 epizód                  |
| 2013      |                       | Bonnie & Clyde                                                                | Emma Parker              | minisorozat (2 epizód)    |
| 2018      | Itt és most           | Here and Now                                                                  | Audrey Bayer             | 10 epizód                 |
| 2019      | Utódlás               | Succession                                                                    | Rhea Jarrell             | 6 epizód                  |
| 2019–2020 |                       | Bless the Harts                                                               | Marjune Gamble (hangja)  | 3 epizód                  |
| 2020      |                       | The Comey Rule                                                                | Sally Yates              | 2 epizód                  |
| 2021–2022 |                       | Mr. Mayor                                                                     | Arpi Meskimen            | főszereplő                |
| 2024      | Mulligan              | Mulligan                                                                      | Sheila (hangja)          | 2 epizód                  |

## Díjak és jelölések
Oscar-díj
- 1987: Jelölés – legjobb női főszereplő (A híradó sztárjai)
- 1993: Díj – legjobb női főszereplő (Zongoralecke)
- 1993: Jelölés – legjobb női mellékszereplő (A cég)
- 2003: Jelölés – legjobb női mellékszereplő (Tizenhárom)

Golden Globe-díj
- 1993: Díj – legjobb női főszereplő (filmdráma) (Zongoralecke)
- 2003: Jelölés – legjobb női mellékszereplő (Tizenhárom)

BAFTA-díj
- 1993: Díj – legjobb női főszereplő (Zongoralecke)
- 2003: Jelölés – legjobb női mellékszereplő (Tizenhárom)

## Fordítás
- Ez a szócikk részben vagy egészben  a   Holly Hunter című angol Wikipédia-szócikk fordításán alapul.  Az eredeti cikk szerkesztőit annak laptörténete sorolja fel. Ez a jelzés csupán a megfogalmazás eredetét és a szerzői jogokat jelzi, nem szolgál a cikkben szereplő információk forrásmegjelöléseként.